# Хон Ёнъхо, Франциск
Франциск Хон Ёнъхо (кор. 홍용호 프란치스코, 洪龍浩 프란치스코, англ. Francis Hong Yong-ho, Hong Ryong-ho) — католический епископ Пхеньяна, формально был с 13 мая 2012 года по июнь 2013 года старейшим живущим католическим епископом.

## Биография
Родился в Хэйдзё (Пхеньяне) 12 октября 1906 года. Рукоположён в сан священника 25 мая 1933 года. Доктор богословия. 24 марта 1944 года Папой Пием XII назначен апостольским викарием Хэйдзё и титулярным епископом Аузии (Auziensis). Посвящён в епископы 29 июня 1944 года аббатом-епископом аббатства Токвон Бонифацием Зауэром в сослужении с Иринеем Хаясака Кюбэем, апостольским администратором Тэгу, и Павлом Марией Но Киннамом, апостольским викарием Сеула. В качестве епископского девиза избрал слова «Surgite eamus» — «Встаньте, пойдём» (в Евангелиях — Мф. 26:46; Мк. 14:42; Ин. 14:31 — Христос произносит их, обращаясь к апостолам, перед Своим арестом). Арестован коммунистами в 1949 году. Дальнейшая судьба неизвестна; поскольку сообщений о его смерти не поступало, Ватикан долгое время официально считал его живым. Когда 10 марта 1962 года Папа Иоанн XXIII возвёл ряд ординариатов как на юге, так и на севере Кореи в более высокое достоинство, апостольский викариат был преобразован в епархию Пхеньяна, а монс. Франциск Хон Ёнъхо назначен её епископом.
В 2006 году, отвечая на вопрос журналиста о том, есть ли сейчас в Северной Корее католические священники и епископы, архиепископ Сеула и апостольский администратор епархии Пхеньяна кардинал Николай Чон Джин Сок сказал:
Нет. Нам ничего не известно о том, чтобы кто-либо из священников пережил гонения, имевшие место в конце 1940-х годов, когда было убито или похищено 116 священников и монашествующих. В Папском ежегоднике по-прежнему указан как «пропавший без вести» тот, кто был в это время епископом Пхеньяна — монсеньор Франциск Хон Ёнъхо, которому сейчас было бы уже сто лет. Этим жестом Святой Престол указывает на трагедию, которую пережила и до сих пор переживает Церковь в Корее.
В июне 2013 года он был официально признан Ватиканом умершим.